# Synagoge (Postřižín)
Koordinaten: 50° 13′ 56,6″ N, 14° 23′ 9,4″ O

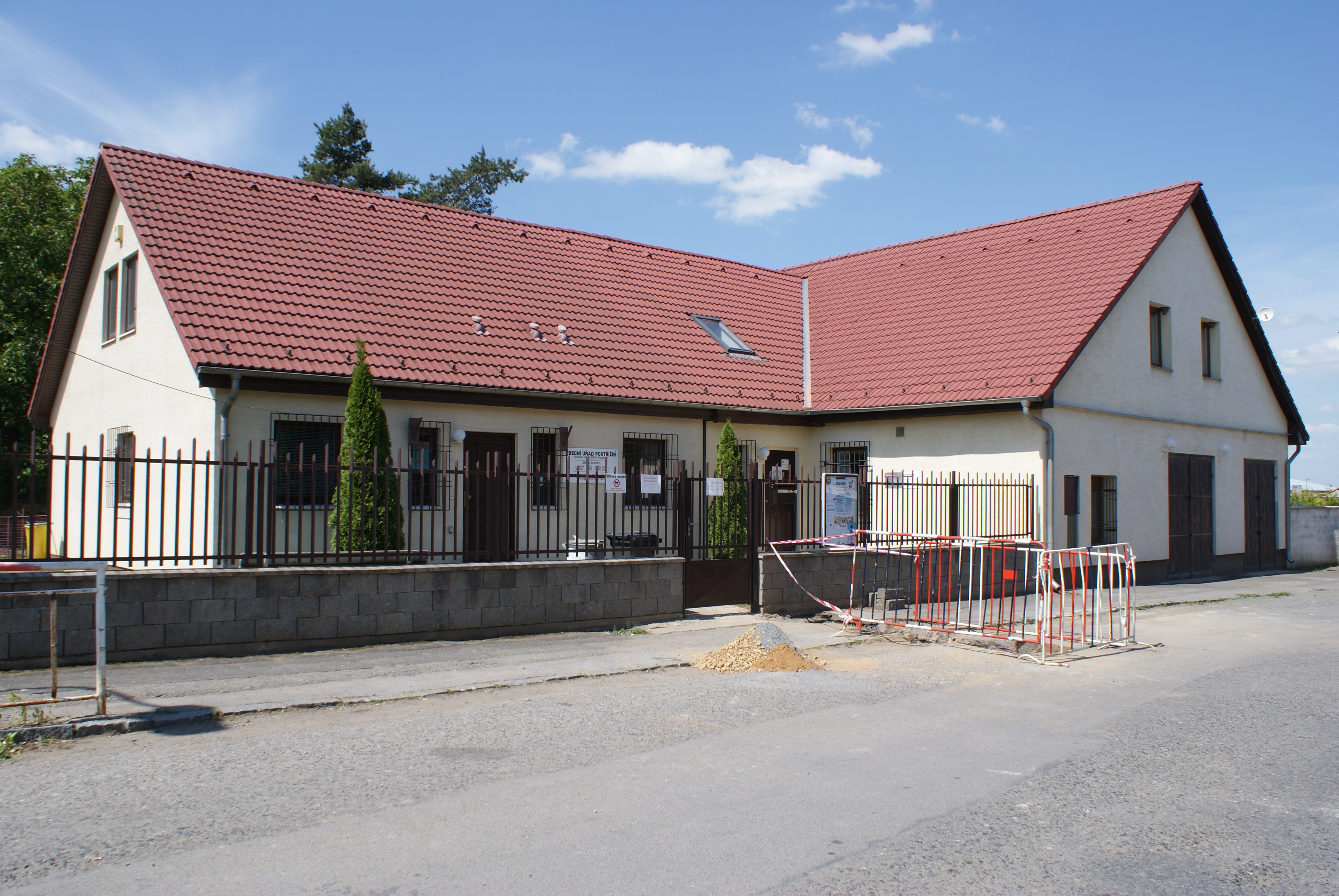
Ehemalige Synagoge in Postřižín

Die Synagoge in Postřižín,  einer tschechischen Gemeinde im Okres Mělník der Mittelböhmischen Region, wurde vermutlich im 19. Jahrhundert errichtet.
Die profanierte Synagoge wurde verkauft und umgebaut.